# 杜克鎮區 (北卡羅萊納州哈尼特縣)
杜克鎮區（英語：Duke Township）是位於美國北卡羅萊納州哈尼特縣的一個鎮區。

## 地方資料
杜克鎮區的面積為48.00平方千米，當中陸地面積為46.87平方千米，而水域面積為1.13平方千米。根據2020年美國人口普查的數據，當地共有人口6333人，而人口密度為每平方千米131.94人。